# Mutterland
Als Mutterland wird das Land bezeichnet, zu dem eine Abhängigkeit oder Zugehörigkeit eines Gebiets bei räumlicher Trennung besteht.
Begrifflich verwandt, teilweise auch synonym, wird statt Mutterland manchmal auch das Wort „Kernland“ eingesetzt. Der Begriff „Vaterland“ hingegen ist kein Antonym zum Begriff „Mutterland“.

## Beispiele
- Das Vereinigte Königreich ist das Mutterland seines Überseegebiets, der Falklandinseln.
- Dänemark ist das Mutterland der Färöer[1] und Grönlands.[2]
- Russland ist das Mutterland seiner Exklave „Oblast Kaliningrad“.
- Türkei ist offiziell das Mutterland der Türken; es bedeutet etwa das Gleiche wie „Vaterland“, wie auch etwa im indischen Raum in Indien und Sri Lanka.

In Frankreich ist die Bedeutung der Bezeichnung „Mutterland“ staatsrechtlich anders als geographisch. Während Französisch-Guayana, Réunion, Martinique und Guadeloupe als sogenannte „départements d’outre-mer“ (DOM) staatsrechtlich integrale Bestandteile der Französischen Republik und damit des Gesamtstaates sind, gehören sie geographisch, ebenso wie die sogenannten „collectivité d’outre-mer“ (COM), Neukaledonien sowie die Französische Süd- und Antarktisgebiete („terres australes et antarctiques françaises“; TAAF), nicht zur „Métropole“. Dies ist die in Frankreich gebräuchliche Bezeichnung für das Mutterland.
Der Begriff „Mutterland/madre patria“ ist insbesondere in Spanisch-Amerika als Bezeichnung für Spanien verbreitet. In der Zeitspanne von der Ankunft der Spanier in Amerika bis zu den ersten Anfängen des Kolonialismus war „madre patria“ Bestandteil der Kultur der Iberischen Halbinsel. Ungeachtet der Unabhängigkeit der Völker Amerikas und der drastischen Veränderungen vom Mittelalter hin zur modernen Gesellschaft findet der Begriff in Bezug auf Spanien aber in Lateinamerika nach wie vor Verwendung.

## Kolonien
Im Zeitalter des Kolonialismus wurde der Begriff „Mutterland“ als Euphemismus für die Kolonialmacht verwendet.